# Cádiar (kommunhuvudort)
Cádiar är en kommunhuvudort i Spanien.   Den ligger i provinsen Provincia de Granada och regionen Andalusien, i den södra delen av landet, 400 km söder om huvudstaden Madrid. Cádiar ligger 930 meter över havet och antalet invånare är 1 511.
Terrängen runt Cádiar är kuperad åt sydost, men åt nordväst är den bergig. Runt Cádiar är det glesbefolkat, med 9 invånare per kvadratkilometer. Närmaste större samhälle är Albuñol, 17,2 km söder om Cádiar. Omgivningarna runt Cádiar är i huvudsak ett öppet busklandskap.